# Mark Belger
Mark Belger (* 6. September 1954 in Bellmore, Nassau County, New York) ist ein ehemaliger amerikanischer Mittelstreckenläufer, der für die Villanova University startete.

## Leben
Nach dem Besuch der Wellington C. Mepham High School, wo er einen amerikanischen Jugendrekord über 880 Yards lief, bekam er ein Leistungssportstipendium von Jumbo Elliott, der ihn versuchte durch eine Vielzahl an Tempoläufen – auch im Winter auf einer Hallenholzbahn im Freien – in Form zu bringen. Da ihm aber die notwendige (Dauerlauf)Grundlage fehlte, verbesserte er sich nur geringfügig. 1976 wurde er Vierter in den Olympic Trials und somit Ersatzmann für die Olympischen Spiele in Montreal. 1978 gewann er die Hochschulmeisterschaft der NCAA. Da die amerikanische Mannschaft die Olympischen Spiele in Moskau boykottieren musste, beendete er seine Karriere. Bei seinem abgeschlossenen Studium der Betriebswirtschaft hatte er sich auf Ökonometrie spezialisiert und arbeitete fortan in Boston als Analyst, der Rohstoffpreise vorhersagte. Nach seinem Ruhestand ließ er sich in Pacific Beach nieder, wo auch seine Kinder wieder erfolgreich Leistungssport betreiben.